# Temporada 1950 de las Grandes Ligas de Béisbol
La Temporada 1950 de las Grandes Ligas de Béisbol fue disputada de abril a octubre, con 8 equipos tanto en la Liga Americana como en la Liga Nacional con cada equipo jugando un calendario de 154 partidos.
La temporada finalizó cuando New York Yankees derrotaron en la Serie Mundial a Philadelphia Phillies en una barrida de cuatro juegos.

## Premios y honores
- MVP
  - Phil Rizzuto, New York Yankees (AL)
  - Jim Konstanty, Philadelphia Phillies (NL)
- Novato del año
  - Walt Dropo, Boston Red Sox (AL)
  - Sam Jethroe, Boston Braves (NL)

## Temporada Regular
| Liga Americana         | Liga Americana | Liga Americana | Liga Americana | Liga Americana | Liga Americana | Liga Americana |
| Equipo                 | V              | D              | CTE            | JD             | LOCAL          | VISITA         |
| ---------------------- | -------------- | -------------- | -------------- | -------------- | -------------- | -------------- |
| New York Yankees       | 98             | 56             | .636           | -              | 53-24          | 45-32          |
| Detroit Tigers         | 95             | 59             | .617           | 3              | 50-30          | 45-29          |
| Boston Red Sox         | 94             | 60             | .610           | 4              | 55-22          | 39-38          |
| Cleveland Indians      | 92             | 62             | .597           | 6              | 49-28          | 43-34          |
| Washington Senators    | 67             | 87             | .435           | 31             | 35-42          | 32-45          |
| Chicago White Sox      | 60             | 94             | .390           | 38             | 35-42          | 25-52          |
| St. Louis Browns       | 58             | 96             | .377           | 40             | 27-47          | 31-49          |
| Philadelphia Athletics | 52             | 102            | .338           | 46             | 29-48          | 23-54          |

| Liga Nacional         | Liga Nacional | Liga Nacional | Liga Nacional | Liga Nacional | Liga Nacional | Liga Nacional | Liga Nacional |
| Equipo                | V             | D             | CTE           | JD            | LOCAL         | VISITA        |               |
| --------------------- | ------------- | ------------- | ------------- | ------------- | ------------- | ------------- | ------------- |
| Philadelphia Phillies | 91            | 63            | .591          | -             | 48-29         | 43-34         |               |
| Brooklyn Dodgers      | 89            | 65            | .578          | 2             | 48-30         | 41-35         |               |
| New York Giants       | 86            | 68            | .558          | 5             | 44-32         | 42-36         |               |
| Boston Braves         | 83            | 71            | .539          | 8             | 46-31         | 37-40         |               |
| St. Louis Cardinals   | 78            | 75            | .510          | 12½           | 48-28         | 30-47         |               |
| Cincinnati Reds       | 78            | 75            | .510          | 12½           | 48-28         | 30-47         |               |
| Chicago Cubs          | 64            | 89            | .418          | 26½           | 35-42         | 29-47         |               |
| Pittsburgh Pirates    | 57            | 96            | .373          | 33½           | 33-44         | 24-52         |               |

## Postemporada
AL New York Yankees (4) vs. NL Philadelphia Phillies (0)
|                                               |
| Campeón New York Yankees Décimo Tercer Título |

## Líderes de la liga

### Liga Americana
Líderes de Bateo 
| Categoría           | Jugador                  | Equipo | Marca |
| ------------------- | ------------------------ | ------ | ----- |
| Porcentaje de bateo | Billy Goodman            | BOS    | .354  |
| Cuadrangulares      | Al Rosen                 | CLE    | 37    |
| Carreras Impulsadas | Walt Dropo Vern Stephens | BOS    | 144   |
| Carreras Anotadas   | Dom DiMaggio             | BOS    | 131   |
| Hits                | George Kell              | DET    | 218   |
| Robo de Bases       | Dom DiMaggio             | BOS    | 15    |

Líderes de Pitcheo 
| Categoría         | Jugador       | Equipo | Marca |
| ----------------- | ------------- | ------ | ----- |
| Victorias         | Bob Lemon     | CLE    | 23    |
| Derrotas          | Alex Kellner  | PHA    | 20    |
| ERA               | Early Wynn    | CLE    | 3.20  |
| Ponches           | Bob Lemon     | CLE    | 170   |
| Entradas Lanzadas | Bob Lemon     | CLE    | 288   |
| Juegos salvados   | Mickey Harris | WSH    | 15    |

### Liga Nacional
Líderes de Bateo 
| Categoría           | Jugador       | Equipo | Marca |
| ------------------- | ------------- | ------ | ----- |
| Porcentaje de bateo | Stan Musial   | STL    | .346  |
| Cuadrangulares      | Ralph Kiner   | PIT    | 47    |
| Carreras Impulsadas | Del Ennis     | PHI    | 126   |
| Carreras Anotadas   | Earl Torgeson | BSN    | 120   |
| Hits                | Duke Snider   | BRO    | 199   |
| Robo de Bases       | Sam Jethroe   | BSN    | 35    |

Líderes de Pitcheo 
| Categoría         | Jugador       | Equipo | Marca |
| ----------------- | ------------- | ------ | ----- |
| Victorias         | Warren Spahn  | BSN    | 21    |
| Derrotas          | Bob Rush      | CHC    | 20    |
| ERA               | Sal Maglie    | NYG    | 2.71  |
| Ponches           | Warren Spahn  | BSN    | 191   |
| Entradas Lanzadas | Vern Bickford | BSN    | 311.2 |
| Juegos salvados   | Jim Konstanty | PHI    | 22    |